# Росси, Луиджи (художник)
Луиджи Росси (итал. Luigi Rossi; 1853, Кастаньола, Швейцария — 1923, Тессерете, Швейцария) — швейцарский и итальянский художник.

## Биография

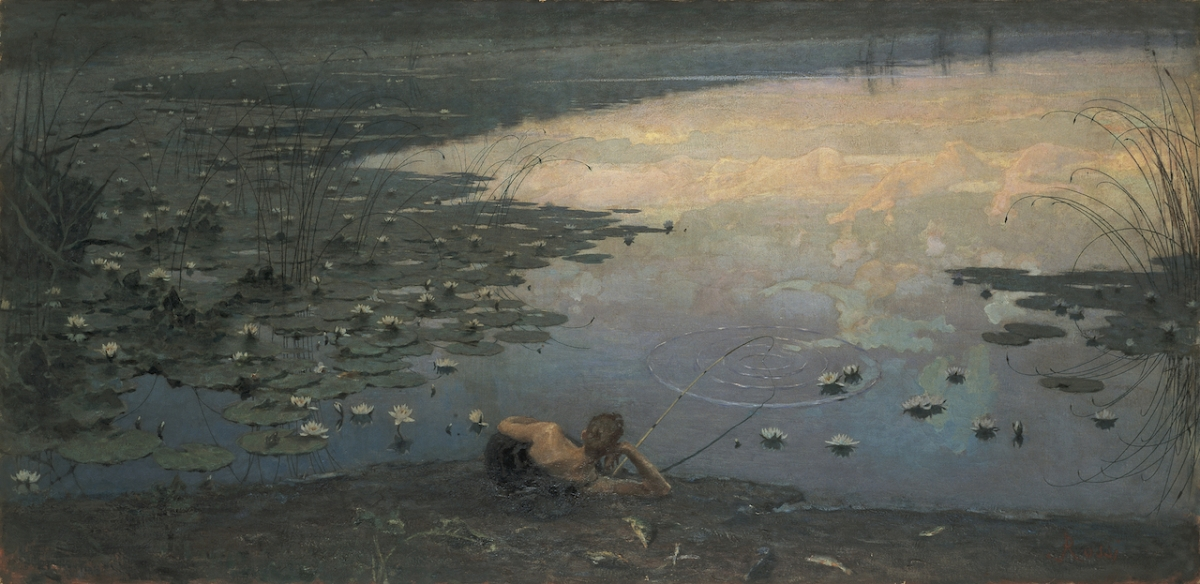
Юные грёзы. 1894, Музей искусства и истории, Женева.

Представитель итало-швейцарцев. Родился в городке Кастаньола (сегодня — район города Лугано), кантон Тичино. Учился в миланской Академии Брера под руководством Джузеппе Бертини. Начал выставлять свои картины с 1871 года. Создавал реалистичные, порой злободневные жанровые сцены, популярные в то время по всей Европе, но в плане живописной техники испытал явное влияние импрессионистов. Швейцарское гражданство Росси помешало ему в 1878 году получить престижную премию принца Умберто, предназначенную только для итальянских подданных.
Период с 1885 по 1888 год Росси провёл в Париже, где много работал, в том числе и как иллюстратор произведений Альфонса Доде и Пьера Лоти, входивших в число наиболее издаваемых в то время французских авторов. Вернувшись в Милан, он познакомился с поэтом Джан Пьетро Лучини, влияние которого испытал. После этой встречи характер творчества Росси изменился под влиянием символизма.
Росси всю жизнь активно выставлял свои картины, как в Милане, так и в других европейских городах. Его персональная выставка состоялась в миланской галерее Пезаро в 1921 году. Художник скончался в 1923 году в Тессерете (ныне входит в состав муниципалитета Каприаска), кантон Тичино. В память о нём были организованы ещё две персональные выставки работ художника: в Лугано и в Милане.

## Галерея

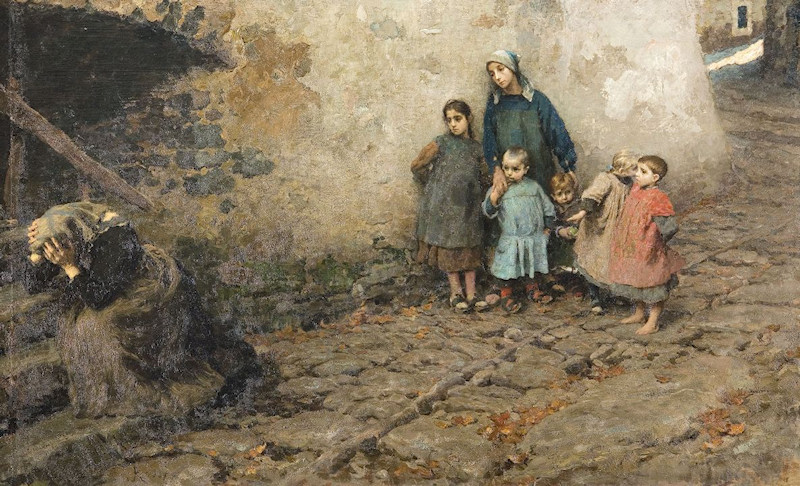
Школа страданий
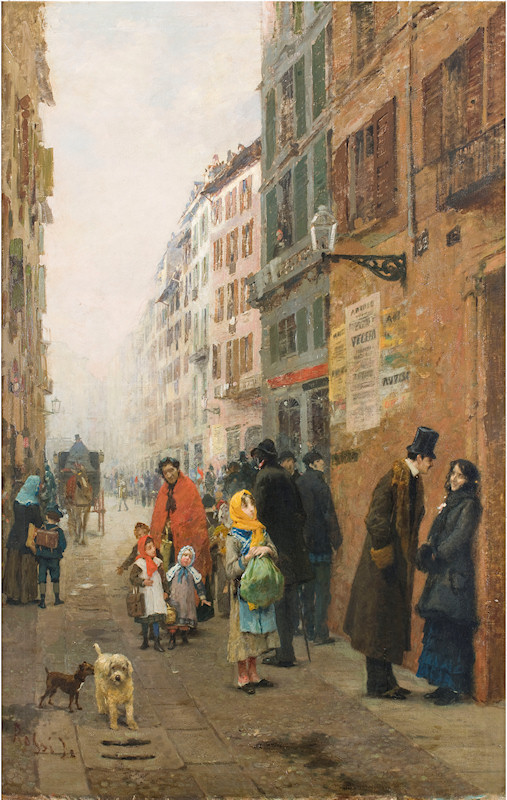
Улица в Милане
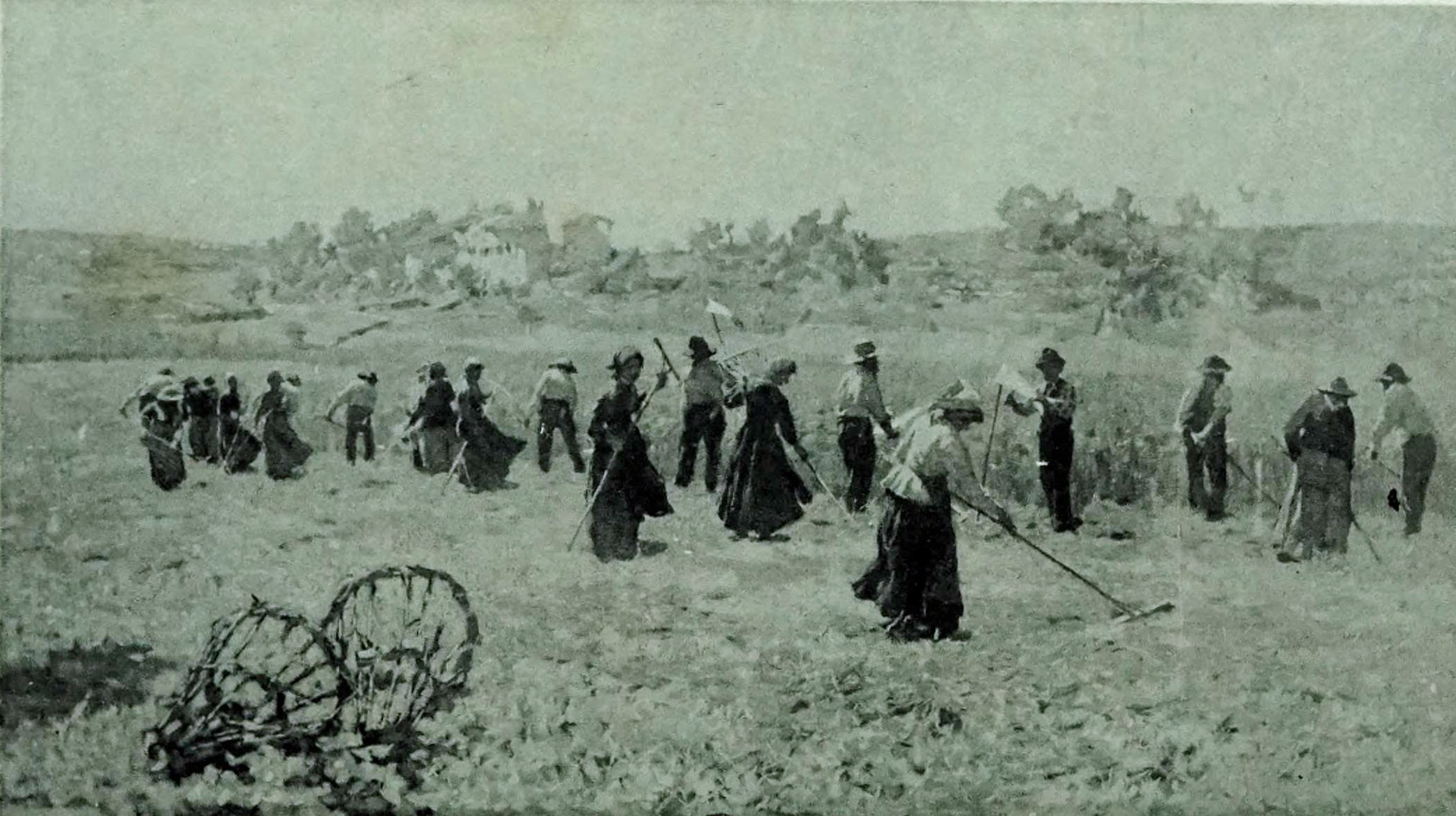
На покосе
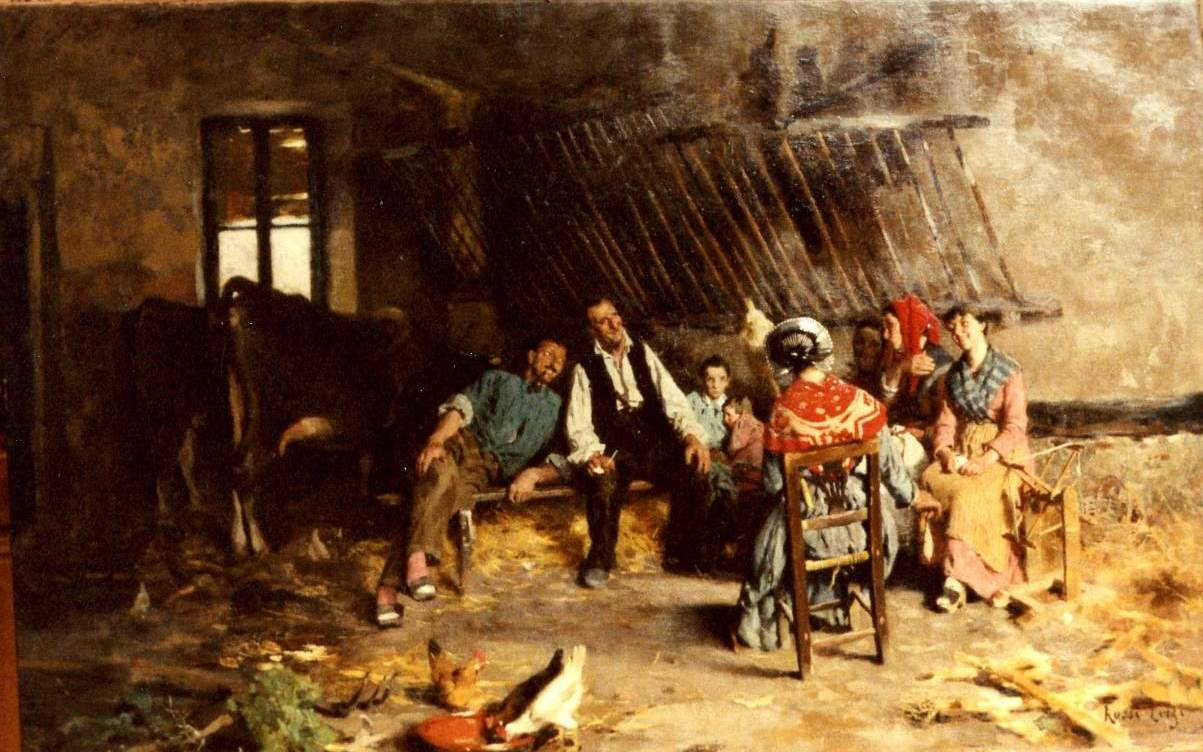
Сельская сцена
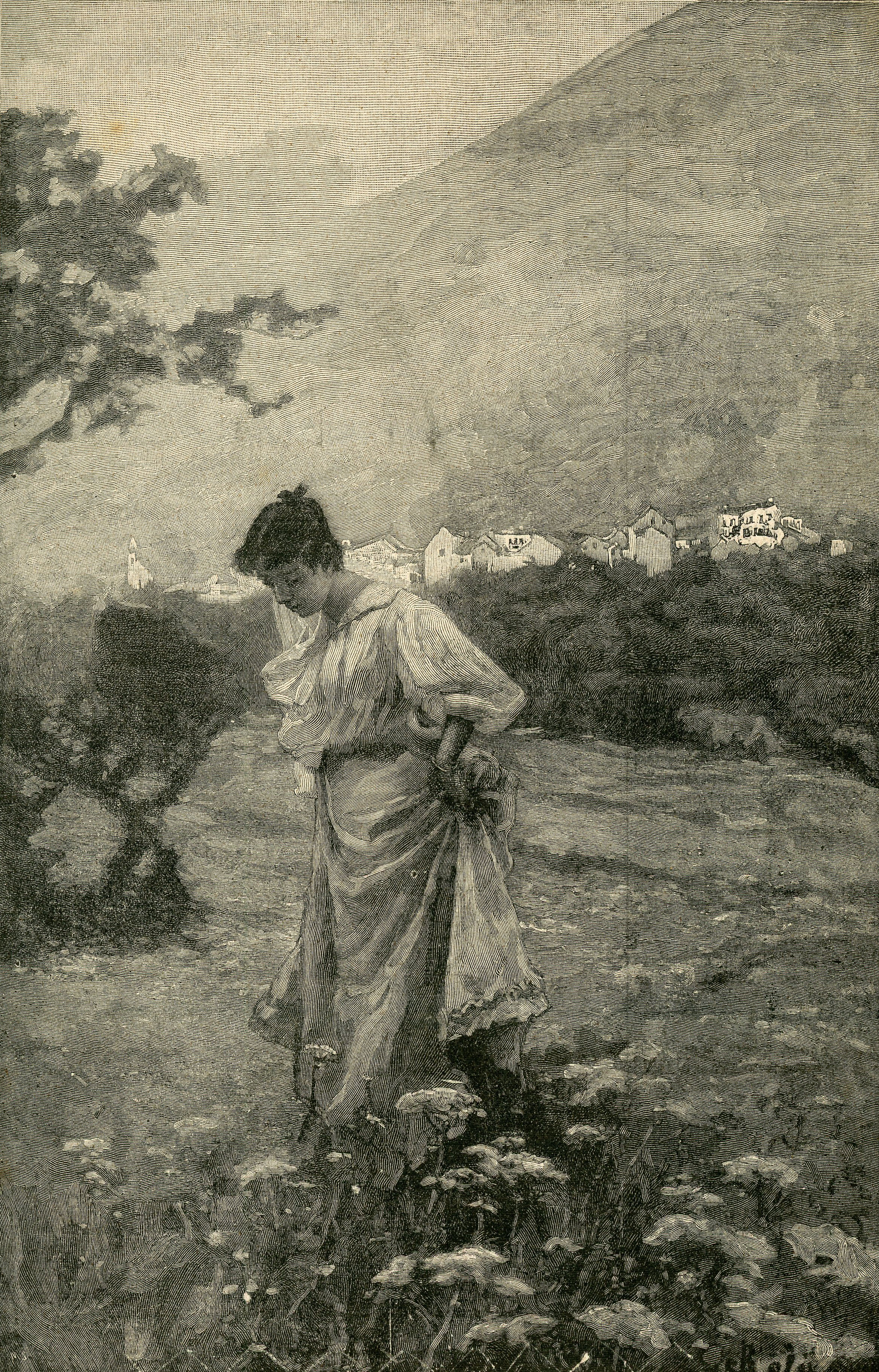
Роса
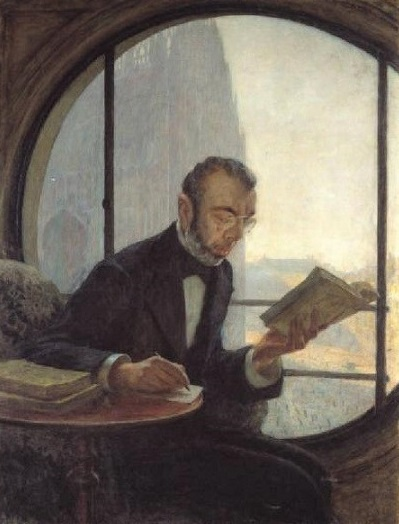
Портрет критика Феличе Камерони
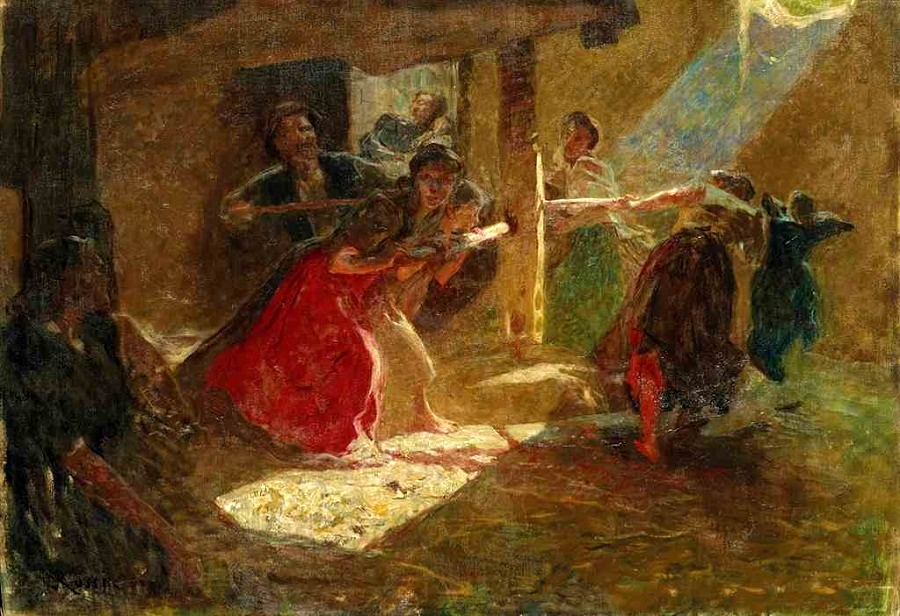
Виноградный пресс